# Alfenus chrysophaeus
Alfenus chrysophaeus är en spindelart som beskrevs av Simon 1903. Alfenus chrysophaeus ingår i släktet Alfenus och familjen hoppspindlar. Inga underarter finns listade i Catalogue of Life.